# 蹊徑
蹊徑（英語：Sideways）是一名DC漫畫旗下的虛構超级英雄，首次登場於《蹊徑》#1（2018年2月），由作家丹·迪迪奧、賈斯汀·喬丹和藝術家肯尼斯·羅卡福特所創作。蹊徑的真實身份為德瑞克·詹姆士（Derek James），是一位18歲的波多黎各高中生，在《黑暗之夜：金屬》事件中，他陷進了一個維度裂痕而進入了暗物質維度。結果，他獲得了穿越維度的能力，並在之後以「蹊徑」的身份成為行俠仗義的英雄。

## 歷史
該角最初於2017年春季推出，在《蹊徑》#1中首次登場；作為一套定於2017年秋季發行的新漫畫系列之一。他們被冠上「黑暗物質」（Dark Matter）系列的標籤，且其故事將與《黑暗之夜：金屬》作跨界。2017年11月，該系列更名為「DC英雄新紀元」，出版時間推遲至2018年初。
《蹊徑》的第一期於2018年2月14日出版。與該系列中的其他第一期一樣，有著直式的門式摺頁。闔上書時，封面會顯示現身於空中的傳送門。打開後，則可在他下方的地面和他上方的天空中看到其他角色。
同於2018年，蹊徑也出現在《動作漫畫1000》的丹·尤爾根斯故事的一個畫面中。
作家葛蘭·莫瑞森也與迪迪奧共同撰寫了《蹊徑》的第一部也是唯一的一部。該期於2018年11月發布。
該系列於2019年2月的第13期結束。

## 人物
18歲的波多黎各高中生德瑞克·詹姆士（Derek James）和他的養母一起去高譚市旅行時，恰巧經歷了《黑暗之夜：金屬》事件而使自己陷進了一個維度裂痕並進入了暗物質維度。結果，他獲得了能開啟各維度裂縫的能力。此外，德瑞克還有個與自己關係不錯的朋友艾妮絲汀（Ernestine）；對方是個好女孩，但卻在學校並不受歡迎，也沒被收養。
德瑞克獲得超能力後的幾個月，當他遇到一個名叫時間之神斐濟涅特（Tempus Fuginaut）的人，對方利用影像來指控德瑞克的能力毀壞了現實世界的構成。德瑞克成功逃脫但肩膀卻脫臼，使他找上艾妮絲汀尋求幫助。在醫院，德瑞克的養母為他感到擔心。突然，一個精神上不穩定的女性屠速（Killspeed）現身並殺死了幾名醫院工作人員，以便為她的癌症獲取一些錢。德瑞克穿上自己的「蹊徑」套裝與對方交手，並成功戰勝了她。警察到達時，他用自己的傳送能力離開，但也不小心抓住了屠速的手臂。
幾週後，「蹊徑」德瑞克與前少年泰坦熱點組織合作，以對付超級反派複製人（Replicant）。擁有複製他人超能力的複製人在自己身上開出了幾道裂痕時，意外地自殺，這使蹊徑受到歡迎。在第5期中，蹊徑對上了反派表演者（Showman），對方擁有能使許多人發怒的能力；在艾妮的幫助下，她使觀眾平靜了下來，這使蹊徑得以將表演者傳送到另一個地方並擊敗了他。在第6期中，不堪壓力的德瑞克不太與養母說話，但養母卻在之後遭調查自己的人殺害。
在最後一期中，蹊徑設法找出殺死他養母的兇手並擊倒了許多敵人。在《少年正義聯盟》第13期中，蹊徑加入了少年正義聯盟。

## 能力
蹊徑擁有釋放「裂痕」（時空連續統中的裂痕）的能力，只要他知道它在哪裡，就可以穿越他想要的任何地方，也能傳送到其他人所在的位置。就算不知道對方的位置，只要他想起對方的臉時，便能立即傳送到了其位置。蹊徑還可以利用裂痕來進行戰鬥，如將裂痕開在對方身上並讓他們的攻擊擊中自己。當他在一個裂痕上再開啟另一個裂痕時，就能製造出一個微型黑洞。此外，蹊徑本身也具備超人類的力量和耐力。

## 反響
蹊徑通常會被拿來與漫威漫畫角色蜘蛛人作比較，尤其是終極漫威宇宙的「蜘蛛人」彼得·帕克。角色和漫畫最初收到褒貶不一的評價，在評論匯總網站上，第1期評為7分（滿分10分）。隨著時間的推進，該系列獲得好評，其平均評分為7.4。在IGN對第1期的評論中，布萊爾·馬內爾（Blair Marnell）稱讚了羅卡福特的美術，但他表示，其青少年對話「離譜到超出自嘲的界線」。Bleeding Cool網站稱該角為「迷人」，但認為故事主線不清，並在稱讚羅卡福特的同時，還表示這不是最適合漫畫的風格。此外，該角也增添了虛構世界背景的多樣性，少數身為波多黎各人的他也為此受到關注。

## 外部連結
- 在Comic Vine上的Sideways （页面存档备份，存于）